# JMeter
JMeter es un proyecto de Apache que puede ser utilizado como una herramienta de prueba de carga para analizar y medir el rendimiento de una variedad de servicios, con énfasis en aplicaciones web.
JMeter puede ser usado como una herramienta de pruebas unitarias para conexiones de bases de datos con JDBC, FTP, LDAP, servicios web, JMS, HTTP y conexiones TCP genéricas. JMeter puede también ser configurado como un monitor, aunque es comúnmente considerado una solución ad hoc respecto de soluciones avanzadas de monitoreo.
A veces se clasifica JMeter como herramienta de "generación de carga", pero esto no es una descripción completa de la herramienta. JMeter soporta aserciones para asegurar que los datos recibidos son correctos, por lo que es una herramienta de realización de pruebas automáticas.

## Historia
| Versión | Fecha de lanzamiento | Descripción             |
| ------- | -------------------- | ----------------------- |
| 1.0     | 1998-12-15           | Primera release oficial |
| 1.0.2   | 1999-02-05           | earliest in archive     |
| ...     | ...                  |                         |
| 2.3RC3  | 2007-07-11           |                         |
| 2.3RC4  | 2007-09-02           |                         |
| 2.3     | 2007-09-24           |                         |
| 2.3.1   | 2007-11-28           |                         |
| 2.3.2   | 2008-06-10           |                         |
| 2.3.3   | 2009-05-24           |                         |
| 2.3.4   | 2009-06-21           | Java 1.4+               |
| 2.4     | 2010-07-14           | Java 5+                 |
| 2.5     | 2011-08-17           | Java 5+                 |
| 2.5.1   | 2011-10-03           | Java 5+                 |
| 2.6     | 2012-02-01           | Java 5+                 |
| 2.7     | 2012-05-27           | Java 5+                 |
| 2.8     | 2012-10-06           | Java 5+                 |
| 2.9     | 2013-01-28           | Java 6+                 |
| 2.10    | 2013-10-21           | Java 6+                 |
| 2.11    | 2014-01-05           | Java 6+                 |
| 2.12    | 2014-11-10           | Java 6+                 |
| 2.13    | 2015-03-14           | Java 6+                 |
| 3.0     | 2016-05-17           | Java 7+                 |
| 3.1     | 2016-11-19           | Java 7+                 |
| 3.2     | 2017-04-13           | Java 8                  |
| 3.3     | 2017-09-21           | Java 8                  |
| 4.0     | 2018-02-10           | Java 8 / 9              |
| 5.0     | 2018-09-18           | Java 8+                 |
| 5.1     | 2019-02-19           | Java 8+                 |
| 5.1.1   | 2019-03-19           | Java 8+                 |
| 5.2     | 2019-11-03           | Java 8+                 |
| 5.2.1   | 2019-11-24           | Java 8+                 |
| 5.3     | 2020-05-15           | Java 8+                 |
| 5.4     | 2020-12-04           | Java 8+                 |
| 5.4.1   | 2021-01-22           | Java 8+                 |
| 5.4.2   | 2021-12-16           | Java 8+                 |
| 5.4.3   | 2021-12-24           | Java 8+                 |
| 5.5     | 2022-06-14           | Java 8+                 |
| 5.6     | 2023-06-23           | Java 8+                 |
| 5.6.1   | 2023-07-10           | Java 8+                 |
| 5.6.2   | 2023-07-11           | Java 8+                 |
| 5.6.3   | 2024-01-07           | Java 8+                 |